# Procolobus pennantii
Procolobus pennantii (Проколобус Пенанта) — вид приматів з роду Procolobus родини мавпові.

## Опис
Довжина голови й тіла: 53-63 см. Довжина хвоста: 60-70 см. Вага: 11 кг. Має струнку будову і редукований великий палець. Колір хутра різний, як правило, верх голови червонувато-чорний, спина, ступні й хвіст темно-коричневі, живіт, передні кінцівки і задні ноги сірі.

## Поширення
Країни проживання: Конго; Екваторіальна Гвінея; Нігерія. Населяє в основному тропічні ліси. 

## Стиль життя
Ці тварини є денними і деревними, вони живуть у великих групах, які складаються з багатьох самців і самиць і молодих тварин. Дієта складається з листя, плодів, пагонів та інших рослинних матеріалів.

## Загрози та охорона
Загрози: руйнування середовища проживання, полюванням задля м'яса та хутра. Внесений в Додаток II СІТЕС і класу B Африканського Конвенції про збереження природи і природних ресурсів. Проживає в англ. Gran Caldera and Southern Highlands Scientific Reserve (510 км²) і, можливо, в англ. Pico Basile National Park (330 км²).